# Iglesia de Nuestra Señora (Ámsterdam)
La iglesia de Nuestra Señora (en neerlandés: Onze Lieve Vrouwekerk) es una iglesia siriaca ortodoxa en el centro de Ámsterdam. La iglesia es utilizada por la comunidad siriaca ortodoxa y la comunidad católica. Está encomendada a sacerdotes de la Prelatura del Opus Dei. Se hace hincapié en las confesiones y la liturgia coral. El edificio cuenta el estatus holandés de un Rijksmonument.
La iglesia fue fundada en 1854 por los Padres Redentoristas y fue diseñada por el arquitecto Theo Molkenboer. En 1985 los Redentoristas salieron de la iglesia debido a la falta de sacerdotes redentoristas. La iglesia fue adquirida por la Iglesia ortodoxa siria en los Países Bajos y la parroquia pasó a llamarse a moeder Godskerk (Iglesia de la Madre de Dios) . Sin embargo, la iglesia nunca cerró sus puertas para los creyentes católicos.